# Narbekovas
Narbekovas  ist ein litauischer männlicher Familienname, abgeleitet von Narbekow (russisch).

## Weibliche Formen
- Narbekovaitė (ledig)
- Narbekovienė (verheiratet)

## Personen
- Andrius Narbekovas (* 1959),  Theologe und Chirurg, Professor der Mykolo Romerio universitetas
- Arminas Narbekovas (* 1965),  Fußballspieler